# Эдогава Ранко
Эдогава Ранко (яп. 江戸川蘭子 Эдогава Ранко), настоящее имя Омия Мацу (яп. 大宮 まつ О:мия Мацу, 13 ноября 1913 — 5 ноября 1990) — японская актриса театра и кино, певица
, первая прима женского театра «Сётику Кагекидан».

## Биография
Эдогава Ранко (яп. 江戸川蘭子) родилась в 1913 году в Токио. Окончила Токийскую среднюю школу Мита.
В 1932 году поступила в токийский женский театр «Сётику Кагекидан» на должность актрисы. На сцене исполняла женские роли. В 19 лет дебютировала в спектакле «Парад Любви» (англ. The Love Parade) по одноименному голливудскому фильму с Морисом Шевалье.
Приобрела популярность в 1932 году после ревю «Принцесса Розалия» (яп. Rozaria Hime; ロザリア姫). В 1933 году получила статус примы театра. Поклонники быстро заметили удивительные вокальные данные девушки. В этом же году становится партнёршей популярной звезды мужских ролей, актрисы Мидзуноэ Такико.
В 1933 году Ранко заключает контракт с японским представительством «Nippon Columbia» лейбла Columbia Records и дебютирует как певица. Исполняет много песен в стиле танго. Самыми известными её хитами становятся синглы «Танго Роза» и «La cumparsita».
В 1936-м году уходит из театра «Сётику Кагекидан» и дебютирует как актриса в фильме «Seishun Butai» (яп. 青春部隊).
В 1937-м году снимается в фильме «Лавина (яп. 雪崩)» и «Южный ветер с холмов (яп. 南風の丘)» вместе с актёром Такада Минору.
После модернизации киностудии Тохо в 1938-м году, Ранко продолжила там свою карьеру в качестве киноактрисы. Сыграла много ролей в музыкальных фильмах.
В 1940-м году, несмотря на свою отставку из театра «Сётику Кагекидан», в качестве певицы принимает участие в представлениях в театре «Кокусай» и «Синдзюку Сётику-дза».
Во время войны исполняла много песен на военную тематику.
Скончалась 5 ноября 1990 года в возрасте 76 лет.

## Наиболее известные песни
- 1934 год — «Танго Роза» (яп. タンゴ・ローザ)
- 1936 год — «Dardanella» (яп. ダーダネラ)
- 1939 год — «La cumparsita» (яп.ラ・クンパルシータ)
- «Шанхай Лил» (яп. 上海リル)
- «Кукарача» (яп. ラクカラチャ) — из оперетты «Белла Донна»

## Фильмография
- 1936 год — «Seishun Butai» (яп. 青春部隊)
- 1937 год — «Лавина»(яп. 雪崩) — вместе с актрисой Киритати Нобору.
- 1937 год — «Южный ветер с холмов» (яп. 南風の丘) — вместе с актером Такада Минору.
- 1937 год — «Tasogare no Mizumi» (яп. たそがれの湖)
- 1938 год — «Jinsei keiba» (яп. 人生競馬)
- 1938 год — «Funade wa tanoshi» (яп. 船出は楽し)
- 1938 год — «Roppa no garamasadon» (яп. ロッパのガラマサどん)